# Lacort (Fiscal)
Lacort (aragonesisch La Cort de Tricas) ist ein spanischer Ort in den Pyrenäen in der Provinz Huesca der Autonomen Gemeinschaft Aragonien. Der Ort gehört zur Gemeinde Fiscal. Lacort hat seit Jahren keine Einwohner mehr.

## Geographie
Lacort liegt circa sieben Kilometer südöstlich von Fiscal am linken Ufer des Ara. Der Ort ist über die Nationalstraße N-260 zu erreichen.

## Geschichte
Wegen der Errichtung eines Stausees wurde die Bevölkerung des Ortes umgesiedelt. 

## Sehenswürdigkeiten
- Pfarrkirche San Nicolás, erbaut im 17. Jahrhundert